# سوغان‌لو (نیر)
سوغان‌لو یک روستا در ایران است که در دهستان یورتچی غربی واقع شده‌است. سوغانلو ۱۸۳ نفر جمعیت دارد.